# دهستان بارانگرد
دهستان بارانگرد، یکی از دهستان‌های بخش قلعه تل شهرستان باغ‌ملک در استان خوزستان ایران است. مرکز این دهستان، روستای بارانگرد است.

## جمعیت
بر پایه سرشماری عمومی نفوس و مسکن در سال ۱۳۹۵، جمعیت دهستان بارانگرد برابر با ۳٬۴۹۳ نفر است.